# Boglești
Boglești falu Romániában, Erdélyben, Fehér megyében.

## Fekvése
Csurulyásza közelében fekvő település.

## Története
Boglești korábban Csurulyásza része volt, 1956 körül vált külön, ekkor 309 lakosa volt.
1966-ban 312, 1977-ben 226, 1992-ben 156, 2002-ben pedig 117 román lakosa volt.